# Sac megye
Sac megye az Amerikai Egyesült Államokban, azon belül Iowa államban található. Megyeszékhelye és legnagyobb városa Sac City. Lakosainak száma 9814 fő (2020. április 1.).

## Szomszédos megyék
- Buena Vista megye (észak)
- Calhoun megye (kelet)
- Carroll megye
- Crawford megye
- Ida megye (nyugat)
- Cherokee megye (északnyugat)
- Pocahontas megye (északkelet)

## Népesség
A megye népességének változása:
| Lakosok száma | 10 342 | 10 216 | 10 166 | 10 071 | 10 021 | 9814 |
|               | 2010   | 2011   | 2012   | 2013   | 2015   | 2020 |